# Torgelow
Torgelow é uma cidade da Alemanha localizado no distrito de Vorpommern-Greifswald, estado de Mecklemburgo-Pomerânia Ocidental.
É membro e sede do Amt de Torgelow-Ferdinandshof.